# HC MŠK Považská Bystrica
Le MSK Považská Bystrica est un club de handball slovaque basé à Považská Bystrica et évoluant au plus haut niveau dans son championnat.

## Palmarès
Compétitions nationales
- Championnat de Slovaquie (3) : 2001/02, 2002/03, 2005/06
- Coupe de Slovaquie (2) : 2001, 2006